# Marina imperiale cinese
La Marina imperiale cinese fu l'apparato militare navale della Cina imperiale della dinastia Qing (1636–1912) dal 1875 al 1912. Nello specifico, Imperial Chinese Navy è il termine lingua inglese con cui i sinologi, anzitutto anglosassoni, hanno designato la marina militare ammodernata dai Qing per far fronte alle pressioni militari delle potenze occidentali a partire dalla seconda metà del XIX secolo.
L'Impero cinese infatti dispose sin dall'antichità di una propria marina, seppur la Cina non abbia sistematicamente né significativamente investito in uno sviluppo navale sino dalla dinastia Song (960–1279).

## Storia

### Cause
Gli scontri al largo di Canton durante la Prima guerra dell'oppio (1839–1842) misero brutalmente in evidenza che la marina militare della dinastia Qing (1636–1912) era del tutto inadeguata ad un confronto con le moderne navi delle potenze occidentali.
Negli anni 1860, dopo gli ulteriori fallimenti bellici (e marittimi) della Seconda guerra dell'oppio (1850–1856), la Corte di Pechino fece un primo tentativo d'ammodernamento delle sue forze nautiche finanziato la c.d. "Flotta vampiro" o "Flotta Osborn" dal nome del suo comandante, l'inglese Sherard Osborn. La flotta, costruita dall'Impero britannico, doveva combattere le moderne cannoniere di fabbricazione statunitense dei ribelli Taiping (1850–1864) che effettuavano scorrerie piratesche lungo le coste cinesi. Fu però demolita a causa del mancato rispetto della condizione secondo cui il comandante Osborn doveva ricevere ordini solo dal governo imperiale e non dal governo britannico.

### Istituzione della moderna marina Qing
Nel 1865 fu fondato il cantiere navale Jiangnan.
Nel 1874, un’incursione della Marina imperiale giapponese su Taiwan enfatizzò la vulnerabilità della Cina dal mare. Fu avanzata allora la proposta d'istituire tre moderne flotte costiere: la flotta del Mare del Nord o Pei-yang, per difendere il Mar Giallo; la flotta del Mare del Sud o Nanyang, per difendere il Mar Cinese Orientale; e la flotta del Mare di Canton o Yueyang, per difendere lo Stretto di Formosa e il Mar Cinese Meridionale. La priorità fu data alla flotta Pei-yang poiché doveva difendere il tratto di costa più vicino alla capitale imperiale, Pechino.
La Flotta del Nanyang fu la prima ad essere fondata, nel 1875. Si compose di navi da guerra per lo più costruite a livello nazionale e un piccolo numero di più moderni vessilli ordinati ai cantieri navali specializzati della Gran Bretagna e dalla Germania alla fine degli anni 1870. Combatté nella Guerra franco-cinese (1884–1885), comportandosi piuttosto male in tutti gli scontri.
La Flotta del Fujian e la Flotta del Guangdong furono formalmente istituite dopo il 1875. La flotta del Fujian fu quasi annientata durante la guerra sino-francese e da allora in poi poté acquisire solo due nuove navi. Nel 1891, a causa dei tagli al budget, la flotta del Fujian era a malapena una flotta vitale. La flotta del Guangdong, direttamente interessata alla gestione dell'invadente presenza occidentale, era stata in realtà organizzata ed istituita già alla fine degli anni 1860, appena terminate le Guerre dell'oppio, a Whampoa, uno dei distretti di Canton, l'importante città portuale che aveva monopolizzato, per secoli, i commerci dei Qing con i "barbari" (v.si Sistema di Canton).
L'Ammiragliato o Haijun yamenP, lett. "Consiglio navale", non fu fondato che nel 1885.
A beneficiare massicciamente delle moderne navi straniere fu invece la Flotta del Pei-yang, l'ultima ad essere formalmente istituita, nel 1888, ma che godette del patrocinio di Li Hongzhang, viceré di Zhili, Ministro del Commercio del Pei-yang e principale promotore, nella Cina del Nord, del Movimento di autorafforzamento, che le assegnò la maggior parte dei fondi navali raccolti dalla Corte. Nel 1884, alla vigilia della Guerra sino-francese, la flotta del Pei-yang era già la seconda flotta imperiale per dimensioni e stava gradualmente colmando il divario con la Nanyang. Le sue moderne basi navali nella Baia di Bohai, Lüshunkou, Weihaiwei e Tientsin, costituivano il tridente corazzato che proteggeva Pechino da eventuali attacchi marittimi. Entro il 1890, la Flotta del Pei-yang era la più grande delle quattro flotte imperiali.
Quando fu sviluppata per la prima volta dall'imperatrice vedova Cixi (r. 1861–1872, 1875–1889 e 1898–1908), si disse che la Flotta del Pei-yang fosse la marina più forte dell'Asia orientale. Prima che suo figlio adottivo, l'imperatore Qing Guangxu (r. 1875–1908), assumesse direttamente il potere (1889), Cixi scrisse ordini espliciti che la marina doveva continuare a svilupparsi ed espandersi gradualmente. Tuttavia, dopo il ritiro di Cixi, lo sviluppo navale e militare s'interruppe drasticamente. Una certa corrente storiografica ha indicato in Cixi, rea presunta dell'indebita appropriazione di fondi della marina per costruire il Palazzo d'Estate (Pechino), la causa della sconfitta della Cina da parte del Giappone. Ricerche approfondite cinesi hanno però confermato che l'imperatrice-vedova non fu la causa del declino della marina cinese, dovuto, in realtà, alla mancanza d'interesse di Guangxu nello sviluppo e nel mantenimento delle sue forze armate. Il fidato consigliere imperiale, il Gran Tutore Weng Tonghe, consigliò infatti a Guangxu di tagliare tutti i fondi alla marina e all'esercito, non ritenendo il Giappone una minaccia, mentre lo stesso Guangxu aveva preferito dedicarsi alla gestione dei diversi disastri naturali che nei primi anni 1890 avevano afflitto la Cina. Gli esiti della Prima guerra sino-giapponese (1894–1895) furono comunque sconcertanti per i contemporanei. Alla viglia dello scontro, infatti, lo stesso stato maggiore tedesco aveva predetto una sconfitta giapponese, mentre William Lang, uno dei consiglieri britannici dell'esercito cinese, ingaggiato da Li Hongzhang come ispettore-capo della Flotta del Pei-yang (1882), aveva lodato l'addestramento, le navi, i cannoni e le fortificazioni cinesi, affermando che «alla fine, non c'è dubbio che il Giappone debba essere completamente schiacciato.»
Nel 1894, invece, la Flotta del Pei-yang fu annichilita dalle navi nipponiche nella Battaglia del fiume Yalu (1894): Sebbene le moderne corazzate Dingyuan e Zhenyuan risultarono inpenetrabili al fuoco nemico, non furono in grado di affondare una sola nave e tutti gli otto incrociatori andarono perduti. La battaglia dimostrò che gli sforzi del Movimento di autorafforzamento cinese erano stati di gran lunga inferiori a quelli del Rinnovamento Meiji giapponese.
Dopo il disastro della guerra con i giapponesi, Zhang Zhidong stabilì una Flottiglia fluviale nel Hubei.
Nel 1909, i resti delle flotte Pei-yang, Nanyang, Guangdong e Fujian, insieme alla flotta Hubei, furono fusi e riorganizzati come flotta marittima e flotta fluviale. C'erano anche piani per sviluppare nuovamente la flotta, con un budget di 7-8 milioni di tael all'anno, compreso un piccolo prestito da parte degli Stati Uniti d'America.

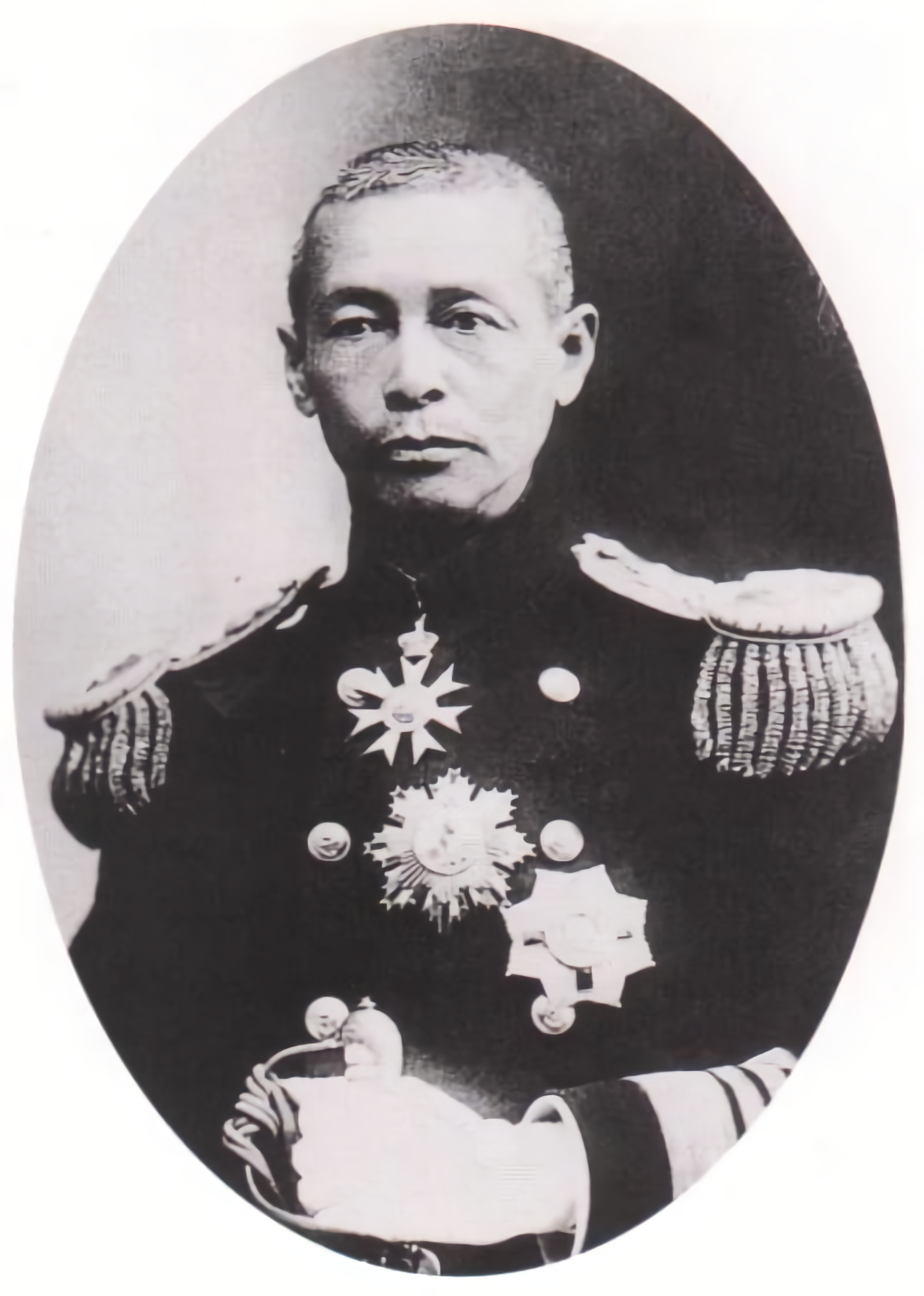
Sa Zhenbing, Ministro della Marina Qing dal 1911.

Nel 1911, Sa Zhenbing divenne Ministro della Marina Qing.

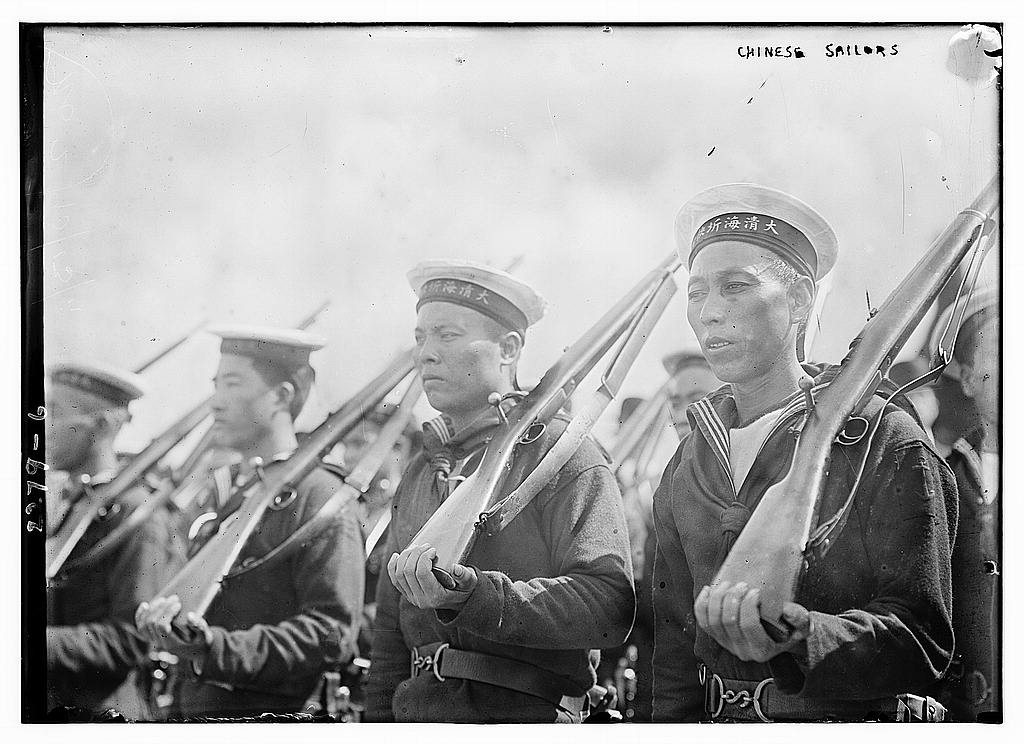
Marinai della Hai Chi in parata a New York City nel 1911.

Una delle nuove navi consegnate dopo la guerra con il Giappone, l'incrociatore Hai Chi, nel 1911 divenne la prima nave battente la bandiera del Drago Giallo ad arrivare nelle acque americane, visitando, tra le altre, il porto di New York City.

### Successori
Dopo la Rivoluzione del 1911 e la fondazione della Repubblica Cinese nel 1912, la Marina Imperiale fu sostituita dalla Marina della Repubblica Cinese. La Marina dell'Esercito Popolare di Liberazione fu fondata all'inizio del 1949 dal Partito Comunista Cinese e, dopo la fondazione della Repubblica Popolare Cinese nello stesso anno, divenne la nuova, ufficiale marina cinese.

## Logistica

### Flotte
Organizzando la loro marina moderna, i Qing non si discostarono dallo schema di difesa marittima definito alla fine del XVII secolo, seguitando a quadri-partire le loro coste e ad affidarle ad altrettante, separate e non coordinate, flotte:
- Flotta del Pei-yang - Flotta del Mare del Nord con base a Weihaiwei;
- Flotta del Nanyang - Flotta del Mare del Sud con base a Shanghai;
- Flotta del Guangdong - con sede a Canton;
- Flotta del Fujian - con sede a Fuzhou, unica superstite delle antiche marine Qing,[9] fondata nel 1678 come Flotta della Marina del Fujian.[10]

### Basi navali
- Flotta del Pei-yang: 
  - Isola Liugong, Weihaiwei (1888-1895); occupata dal Giappone dal 1895 al 1898, affittata alla Gran Bretagna dal 1898 al 1940 (fino al 1930 come parte di Weihaiwei); rioccupata dal Giappone durante la Seconda guerra mondiale (1940–1945); poi in mano alle forze comuniste;
  - Tientsin, sede dell'Accademia navale di Tianjin;
  - Lüshunkou, Dalian (1888-1895); occupata dal Giappone dal 1895 al 1898, affittata alla Russia dal 1898 al 1904; rioccupata dal Giappone 1904-1945; ri—affittata alla Russia (ora Unione Sovietica) nel decennio 1945-1955; tornata alla Cina nel 1955.
- Flotta del Nanyang: Shangai e Nanchino.
- Flotta del Fujian: Arsenale di Foochow, vicino a Fuzhou (1866—1884) - base della flotta della marina Qing, cantiere navale e Scuola di amministrazione navale alla fine del XIX secolo; antico centro cantieristico.
- Flotta del Guangdong: Whampoa (Canton).

### Alto comando
Nel 1885, dopo la Guerra sino-francese, la Corte istituì un Ufficio della Marina per supervisionare le flotte Qing.
Nel 1910, come parte della riforma della struttura del governo imperiale, l'Ufficio fu sostituito dal Ministero della Marina, guidato da un Segretario della Marina.
I gradi più alti della marina, dopo la fusione delle flotte nel 1909, furono:
- Ammiraglio della Marina Imperiale Cinese (zh. Zheng Dutong)
- Vice-Ammiraglio della Marina Imperiale Cinese (zh. Fu Dutong)
- Contrammiraglio della Marina imperiale cinese (zh. Xie Dutong)
- Commodoro della Marina Imperiale Cinese (zh. Tongdai)
- Capo della flotta della Marina imperiale cinese (zh. Duizhang)

### Navi
Dopo la batosta inflitta alle giunche da guerra dalle cannoniere britanniche nella Prima guerra dell'oppio, i Qing ordinarono moderne navi da guerra dai cantieri navali europei, dismettendo, laddove possibile, i vecchi modelli ancora in uso nella prima metà del XIX secolo:
Corazzate
- Classe Dingyuan
  - Dingyuan (1881)
  - Zhenyuan (1882)

Navi per la difesa costiera
- Pingyuan (1890)

Incrociatori
- Classe Chaoyung
  - Chaoyong (1880)
  - Yangwei (1881)
- Jiyuan (1883)
- Classe Kai Che
  - Kai Che (1882)
  - King Ch'ing (1886)
  - Huan T'ai (1886)
- Classe Nan Thin
  - Nan Thin (1883)
  - Nan Shuin (1884)
  - Fu Ch'ing (1893)
- Classe Chih Yuan
  - Chih Yuen (1886)
  - Ching Yuen (1886)
- Classe King Yuan
  - King Yuen (1887)
  - Laiyuan (1887)
- Lung Wei (1888)
- Classe Tung Chi (simile alla classe American Columbia ma trattavasi d'incrociatori compositi)
  - Tung Chi (1895)
  - Fu An (1894)
- Classe Hăi Qí
  - Hai Tien (1897)
  - Hai Chi (1898)
- Classe Hai Yung
  - Hai Yung (1897)
  - Hai Chou (1897)
  - Hai Shen (1898)
- Chao HoChao Ho
  - Chao Ho (1912)
  - Ying Swei (1913)

Corvette

## Vessilli
Le bandiere mostrate si riferiscono alla Marina imperiale cinese nel periodo dal 1909 al 1911:

Guardiamarina della Marina Imperiale Cinese
Bandiera per il segretario della Marina imperiale cinese
Bandiera di comando per l'ammiraglio della marina imperiale cinese
Bandiera di comando per il vice ammiraglio della marina imperiale cinese
Bandiera di comando per il contrammiraglio della marina imperiale cinese
Bandiera di comando per il commodoro della marina imperiale cinese
Bandiera di comando per l'ufficiale senior / capo della flotta della Marina imperiale cinese
Stendardo della nave della Marina imperiale cinese
Gagliardetto della Commissione della Marina Imperiale Cinese

Note: Il Commodoro non era un grado sostanziale ma piuttosto un capitano al comando di uno squadrone.

### Esplicative
1. ↑  (EN) Flag, Pearl & Peace. URL consultato il 21 aprile 2024 (archiviato dall'url originale il 27 novembre 2010).
«L'incrociatore Hai Chi ("Bandiera del mare") si guadagnò nel 1911 il primato di essere la prima nave da guerra cinese a visitare l'Occidente quando navigò il più vicino possibile all'incoronazione del re Giorgio V, scaricando un carico di emissari cinesi in splendide vesti di seta. Costruiti nel 1897, l'Hai Chi e l'altrettanto venerabile Hai Shen ("Perla del mare") erano ancora elencati la scorsa settimana come gli unici incrociatori dello squadrone nord-orientale della Cina.»
2. ↑  (EN) Chinese Cruiser Welcomed To Port. First Ship Flying the Yellow Dragon Flag to Anchor in American Waters, in New York Times.
«L'incrociatore Hai-Chi della Marina Imperiale Cinese, la prima nave di qualsiasi tipo battente bandiera cinese del drago giallo che sia mai stata in acque americane, ieri mattina è entrata nell'Hudson e ha ancorato in mezzo al fiume di fronte al Monumento ai Soldati e ai Marinai dell'Ottantanovesima Strada.»
3. ↑  (EN) Men Of Chinese Cruiser Hai-Chi Are Entertained, in Christian Science Monitor. URL consultato il 21 aprile 2024 (archiviato dall'url originale il 4 novembre 2012).
«Agli ufficiali e agli uomini dell'incrociatore cinese Hai-Chi, arrivato lunedì in questo porto, sarà data ampia opportunità di vedere New York durante il loro soggiorno di 10 giorni qui.»

### Bibliografiche
1. ↑  (EN) Joseph Needham, Science and Civilization in China: Volume 4, Physics and Physical Technology, Part 3, Civil Engineering and Nautics, Taipei, Caves Books Ltd., 1986,  p. 476.
2. ↑  (EN) Sir William Laird Clowes, The Royal Navy: A History from the Earliest Times to the Death of Queen Victoria, vol. 7, Sampson Low, Marston and Company, 1903,  pp. 171-172.
3. ↑  Chu e Liu 1994, p. 256.
4. 1 2 3  Chang 2013, pp. 182-184.
5. ↑  Chang 2013, pp. 160-161.
6. ↑  Fairbank 1978, p. 269.
7. ↑  Evans e Peattie 1997, p. 44.
8. ↑  (EN) China sea fighter here, in New York Tribune, 12 settembre 1911.
9. 1 2  Po 2013, pp. 116-151.
10. ↑  (EN) Guotong Li, Migrating Fujianese: Ethnic, Family, and Gender Identities in an Early Modern Maritime World, BRILL, Sep 8, 2016,  p. 71, ISBN 9789004327214.
11. 1 2  (EN) Miles Li, Imperial Chinese Navy Flags (1909), su crwflags.com, 24 maggio 2007. URL consultato il 12 marzo 2017.